# Монтиља
Монтиља (шп. Montilla) град је у Шпанији у аутономној заједници Андалузија у покрајини Кордоба. Према процени из 2017. у граду је живело 23 365 становника.

## Становништво
Према процени, у граду је 2017. живело 23 365 становника.
| 2017.  |
| ------ |
| 23.365 |

## Партнерски градови
- Черињола